# Husynne (wieś w powiecie chełmskim)
Husynne – wieś w Polsce położona w województwie lubelskim, w powiecie chełmskim, w gminie Dorohusk.
W latach 1975–1998 miejscowość należała administracyjnie do województwa chełmskiego. 
Wieś jest sołectwem w gminie Dorohusk. Według Narodowego Spisu Powszechnego z roku 2011 wieś liczyła 281 mieszkańców i była ósmą co do liczby ludności miejscowością gminy.
Wierni Kościoła rzymskokatolickiego należą do parafii św. Jana Nepomucena w Dorohusku.

## Części wsi
| SIMC    | Nazwa   | Rodzaj    |
| ------- | ------- | --------- |
| 0102545 | Husynne | osada     |
| 0102522 | Kątek   | część wsi |
| 0102539 | Piaski  | część wsi |

## Historia
Husynne w wieku XIX opisano w Słowniku jako wieś i folwark w powiecie chełmski, gminie Turka, parafii Świerże. Według lustracji z roku  1827 r. było tu 54 domy i 322 mieszkańców. Cerkiew wraz z parafią greckokatolicką erygował Józef z Targowiska Gałkowski, skarbnik krasnostawski w  roku 1766. Dobra Husynne składały się w XIX wieku  z folwarku Husynne, Zanowin vel Łysobyki, Mościsk, nomenklatury Horodyako i wsi Husynne, Ladyniska, Zanowinie, Ksawerów vel Mościska. Rzeka Bug stanowi granice północną i zachodnią. Rozległość dóbr wynosiła  3740 mórg, była gorzelnia, browar, cegielnia i wiatrak.  Eksploatowano pokłady torfu i marglu wapiennego. Wieś Husynne liczyła w 1885 - 52 osady, z gruntem mórg 929; wieś Ladyniska osad 8, z gruntem mórg 193; wieś Zanowinie osad 10, z gruntem mórg 270, wieś Ksawerów inaczej zwana  Mościska osad 10, z gruntem mórg 93.

## Urodzeni w Husynnem
- Wieńczysław Badzian – samorządowiec i działacz związkowy, wiceprezydent Łodzi (1921–1923), poseł na Sejm I kadencji (1922–1927)